# Gribova, Drochia
Gribova (până în 1963 – Nădușița, Nadușita) este un sat din raionul Drochia, Republica Moldova. 
În trecut s-a numit Nădușita, denumirea actuală fiind schimbată în perioada sovietică. 

## Istorie
Prima mențiune datează din anul 1803 (Condica Liuzilor) în care este consemnată Slobozia Nădușita, în Ocolul Câmpului din ținutul Soroca.
Anuarul Eparhiei Chișinăului și Hotinului din 1922 în calitate de preot la Biserica „Sfântul Nicolae”, zidită din piatră în 1872, serviciul divin era oferit preotul paroh Arsenie Sumnevici, de 47 de ani pe atunci, absolvent al seminarului teologic, în serviciu pe loc din 1907. Cântăreț era Ioan Ignatovici, de 54 ani, absolvent al școlii spirituale, fiind în serviciu sacru la aceeași biserică începând cu anul din 1915. De această parohie aparțineau și ortodocșii din satul Baroncea. În aceleași an, în ambele localități existau în total 650 de gospodării de țărani români și ruși.
Structura etnică a populației, 1930
     Români (94,5%)
     Evrei (3,7%)
     Ruși (1,1%)
     Alte etnii (0,7%)
La recensământul general al populației din 1930 au fost notați 2966 locuitori, inclusiv: 2817 români; 109 evrei; 33 ruși; 4 țigani și 3 polonezi. Din punct de vedere lingvistic, în calitate de limbă maternă 2796 persoane au indicat limba română, 126 persoane - limba idiș; 37 persoane - limba rusă; 4 persoane - limba romani și 3 persoane limba poloneză.

## Demografie

### Structura etnică
Structura etnică a satului conform recensământului populației din 2004:
| Grup etnic         | Populație | % Procentaj |
| ------------------ | --------- | ----------- |
| Moldoveni / Români | 2.004     | 92,14%      |
| Țigani             | 81        | 3,72%       |
| Ucraineni          | 56        | 2,57%       |
| Ruși               | 22        | 1,01%       |
| Găgăuzi            | 5         | 0,23%       |
| Alții              | 7         | 0,32%       |
| Total              | 2.175     | 100%        |

## Administrație și politică
Componența Consiliului local Gribova (11 consilieri), ales la 5 noiembrie 2023, este următoarea:
|  | Partid                                        | Consilieri | Componență | Componență | Componență | Componență | Componență | Componență | Componență | Componență |
|  | --------------------------------------------- | ---------- | ---------- | ---------- | ---------- | ---------- | ---------- | ---------- | ---------- | ---------- |
|  | Partidul Dezvoltării și Consolidării Moldovei | 8          |            |            |            |            |            |            |            |            |
|  | Candidat independent ION PÎNZARI              | 1          |            |            |            |            |            |            |            |            |
|  | Partidul Socialiștilor din Republica Moldova  | 1          |            |            |            |            |            |            |            |            |
|  | Partidul Acțiune și Solidaritate              | 1          |            |            |            |            |            |            |            |            |

## Personalități născute aici
- Eugenia Botnaru (1936 - 2020), actriță.

## Galerie de imagini

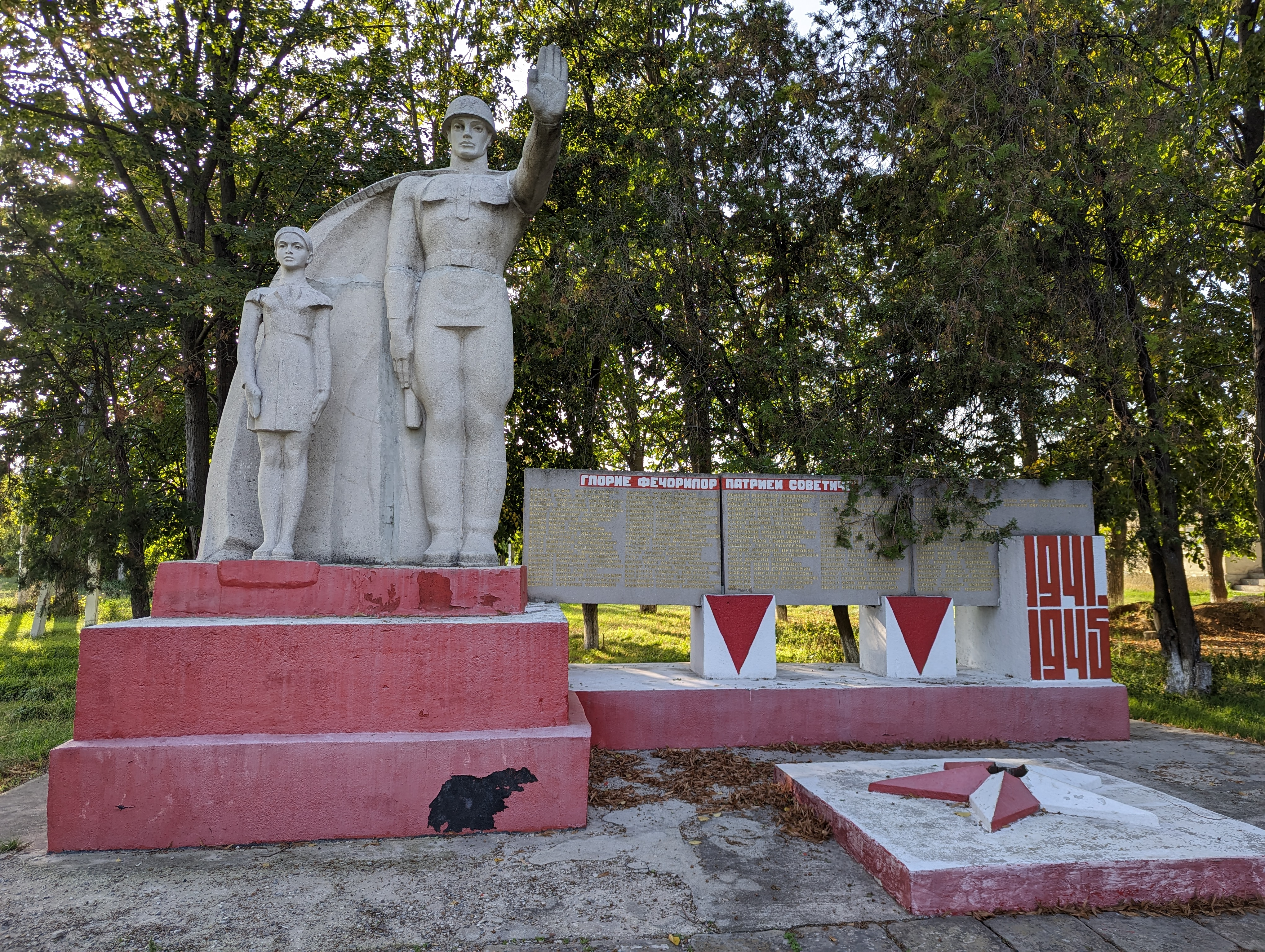
Monument în memoria a 107 ostași consăteni căzuți în Al Doilea Război Mondial, monument ocrotit de stat amplasat în Gribova.
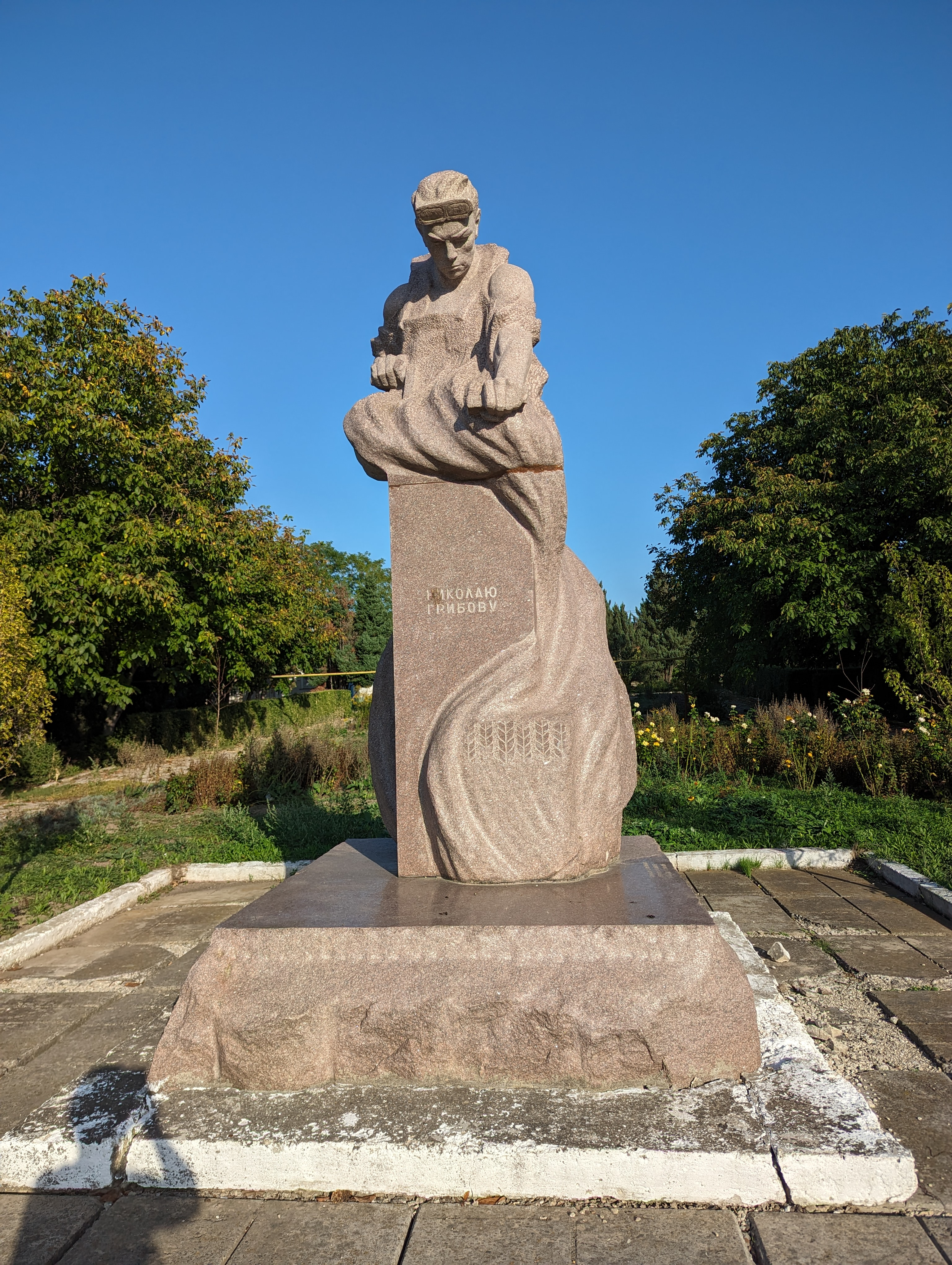
Monumentulul lui Nicolae Gribov din localitate, în cinstea căruia a avut loc redenumirea satului.